# 南海窄額魨
南海窄額魨為輻鰭魚綱魨形目四齒魨亞目四齒魨科的其中一種，為熱帶海水魚，分布於中西太平洋印尼巴里海峽海域，棲息深度50-60公尺，棲息在底層水域，生活習性不明。

## 扩展阅读
維基物種上的相關：南海窄額魨